# ميتسانا مورتيليينغو
ميتسانا مورتيليينغو (بالإيطالية:  Mezzana Mortigliengo )‏ هي بلدية في مقاطعة بييلا في إقليم بييمونتي في إيطاليا.

## السكان
في سنة 1861 بلغ عدد السكان 1٬234 نسمة، وتطور العدد ليصل في سنة 2011 لـ 561 نسمة.
يظهر هذا المخطط البياني تطور النمو السكاني لـ ميتسانا مورتيليينغو